# Палладийтритантал
Палладийтритантал — бинарное неорганическое соединение
палладия и тантала
с формулой Ta3Pd,
кристаллы.

## Получение
- Сплавление стехиометрических количеств чистых веществ:

{\displaystyle {\mathsf {Pd+3Ta\ {\xrightarrow {2550^{o}C}}\ Ta_{3}Pd}}}

## Физические свойства
Палладийтритантал образует кристаллы
тетрагональной сингонии,
пространственная группа P 42/nnm,
параметры ячейки a = 0,9978 нм, c = 0,5208 нм, Z = 7,5 (A = 30),
структура типа урана β-U
.
Соединение образуется по перитектической реакции при температуре 2550°С
и имеет область гомогенности 70÷78 ат.% тантала.